# Karl Gottlob Clausnitzer
Karl Gottlob Clausnitzer (* 1. Juli 1714 in Rosenthal; † 22. Oktober 1788 in Klöden) war ein deutscher lutherischer Theologe.

## Leben
Der Sohn des Pastors Johann Samuel Clausnitzer (1677–1742) begann 1731 ein Studium an der Universität Leipzig und setzte es an der Universität Wittenberg fort. In Wittenberg erwarb er am 17. Oktober 1734 den akademischen Grad eines Magisters der philosophischen Wissenschaften. Ab 1735 betätigte er sich als Hauslehrer und gelangte so nach Hof, wo er die Zitzendorffische Jugend unterrichtete. 1738 wurde er Pastor in Schirmenitz und übernahm 1757 als Oberpastor die Propstei und Superintendentur in Klöden.

## Familie
Aus seiner Ehe mit Christiane Friderike Dieterici (zog als Witwe zu ihrem Schwiegersohn Johann Christoph Erdmann nach Wittenberg) sind zwei Söhne und zwei Töchter bekannt:
- Karl Christian Clausnitzer (* 15. August 1741 in Schirmenitz; † 24. April 1811 in Pretzsch) wurde Diakon in Pretzsch, später Oberpfarrer ebenda
- Christiane Eleonore Clausnitzer, verheiratet mit Johann Christoph Erdmann
- Caroline Friderike Clausnitzer, verh. 3. Juni 1766 in Klöden mit dem Pfarrer in Globig, Johann Gottlob Erler (* 24. Mai 1733 in Chemnitz; † 25. Dezember 1795 in Globig)[1]
- August Gottfried Clausnitzer (* 3. Juli 1751 in Schirmenitz;[2] † 5. Januar 1828 in Dresden)[3]

## Werke
- Diss. de Philosopho, bono Christiano. Wittenberg 1734
- Predigten von der Erhöhung Jesu. Leipzig 1753
- Abhandlung von der Ehehinderlichen Verwandtschaft nach göttlichen und sächsischen Kircherechten. Wittenberg 1772
- Untersuchung der Frage: Welche Erklärung der Ehegesetze Mosis für das Gewissen die sicherste Sey. Leipzig 1773
- Versuch einer Einleitung in die Religions- und Kirchengeschichte für niedere Schulen. Leipzig 1775